# بردگوری تلورد ۲
بردگوری تلورد ۲ مربوط به دوره پارت - دوره ساسانیان است و در شهرستان کوهرنگ، بخش بازفت، دهستان بازفت شمالشرق روستای تلورد واقع شده و این اثر در تاریخ ۱۲ شهریور ۱۳۸۶ با شمارهٔ ثبت ۱۹۴۷۷ به‌عنوان یکی از آثار ملی ایران به ثبت رسیده است.